# Braccio (transumanza)
Nell'ambito della transumanza, il braccio è una diramazione trasversale di un tratturo o tratturello, utile quale possibile percorso alternativo.
I bracci riportati nella Carta dei tratturi, tratturelli, bracci e riposi del Commissariato per la reintegra dei tratturi di Foggia sono:
- Calaturo delle Vacche
- Candelaro - Cervaro
- Canosa - Montecarafa
- Cerignola - Ascoli
- Cortile - Centocelle
- Cortile - Matese
- Filetto - Sant'Eusanio
- Fràscino
- Lagnano - Candela
- Lanciano - Castelfrentano
- Lenzalonga
- Nunziatella - Stignano
- Pozzo delle Capre - Fiume Triolo